# 湘潭戰鬥
湘潭戰鬥發生於1926年5月19日，地點則是在中國湖南。是北洋政府時期內戰之一，交戰兩方為護湘軍及唐生智軍。